# Pueblo de Laguna

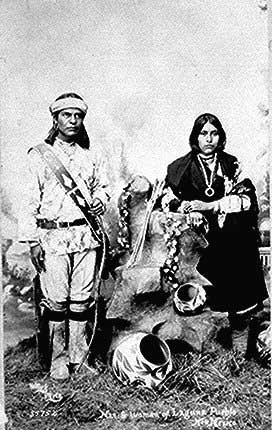
Indios laguna.

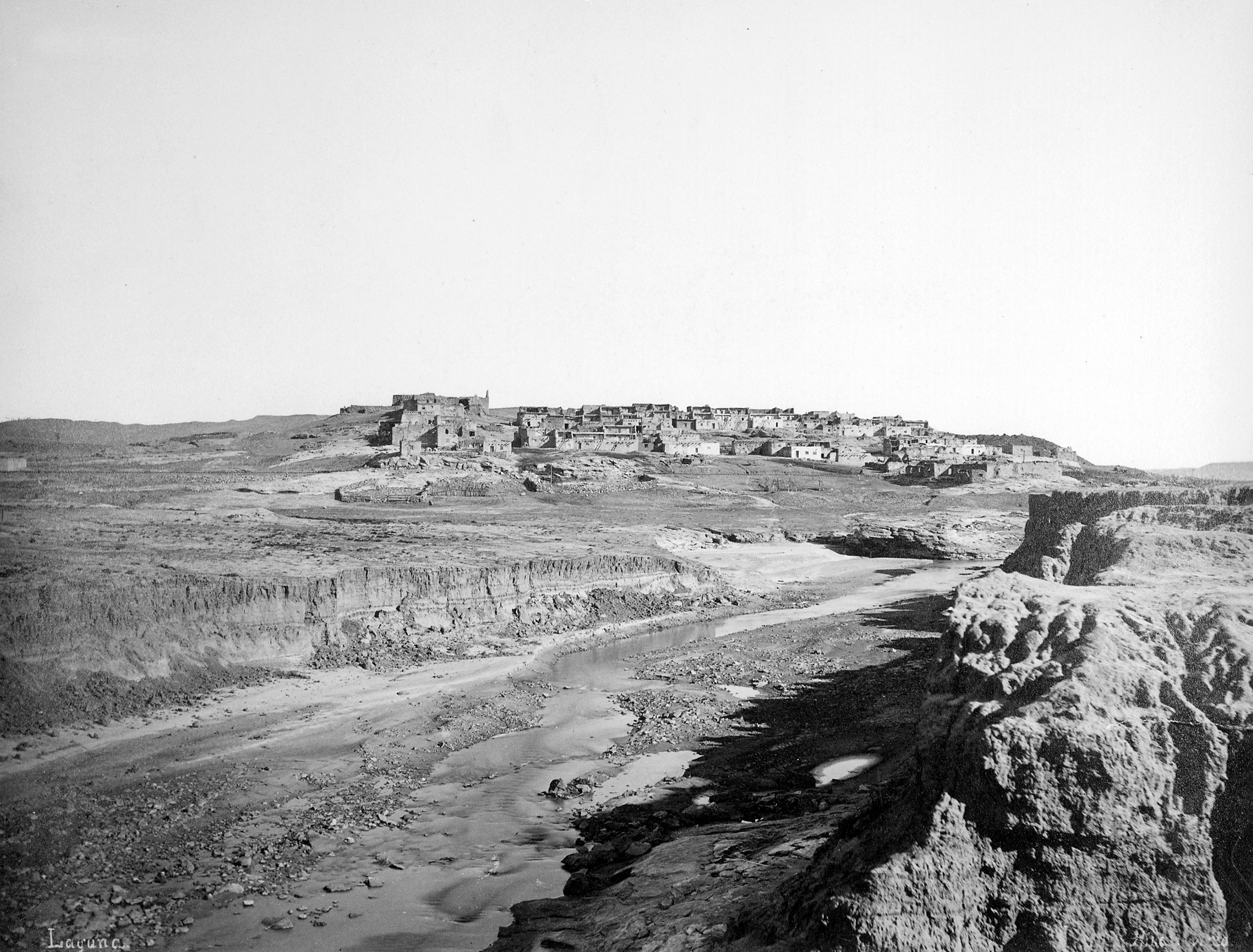
Pueblo de Laguna, 1879.

El Pueblo de Laguna (en inglés, Laguna Pueblo) es una población nativa de Nuevo México con reconocimiento federal de ente indígena (Reservation). 
Los laguna o kawaik ("gente del lago") son una tribu perteneciente al grupo de lenguas keresanas y a la cultura pueblo, que vive en Nuevo México. Ocupan los pueblos de Seama, Encinal, Paraje, Mesita, Paguate y Laguna. Su lengua tenía unos 1695 parlantes en 1980. 
Según datos del BIA de 1995, había 7421 apuntados al rol tribal, pero según el censo de 2000 estaban registrados 7465 individuos. 
El Pueblo de Laguna tiene 3815 habitantes.
- Datos: Q1800513
- Multimedia: Laguna, New Mexico / Q1800513